# Václav Neckář
Václav Neckář (Prága, 1943. október 23.–) cseh énekes és színész, Jan Neckář bátyja.

## Életútja
1965-ben kezdődött zenei pályafutása. Legismertebb filmszerepe Miloš Hrma alakítása a Szigorúan ellenőrzött vonatok című filmben.

## Diszkográfia

### Albumok
- Dobrou zprávu já přináším vám (1968)
- Světská sláva – polní tráva (1971)
- Václav Neckář (1972, angol nyelvű, Supraphon 1 13 0856)
- Václav Neckář (1975, német nyelvű, AMIGA 8 55 347)
- Hallo, Vašek! (1975, német nyelvű, AMIGA 8 55 429)
- Tomu, kdo nás má rád (1976)
- Planetárium (1977)
- Podej mi ruku... (1980)
- Příběhy, písně a balady 1 (1982)
- Příběhy, písně a balady 2 (1982)
- Příběhy, písně a balady 3 (1982)
- My to spolu táhnem dál (1985)
- Atlantida '99 (1987)

### Kislemezek
- Plac (As Tears Go By) / Kdyz Vitr Zafouka (1966)
- Ša-la-la-la-li / Stříbrná flétna (1966)
- Nautilus / Specham (No Time) (1969)
- Papagallo Baby / Svět (World) (1969)
- Evelýna (Cherie Lise) / Čáry Máry (1970)
- Suzanne / Když ti nejsem hezkej (1970)
- Muj brácha má prima bráchu / Kotě se má (1971)
- Kosmické děti / Nikdy nebudu sám (1975)
- Ten chleb je twuj i muj / Krizovatky

## Filmjei
- (Živě na jedničce) (cseh tévéfilm sorozat, 2012)
- (Báječná show) (szín., cseh animációs film, 2002)
- (Sing, Cowboy, Sing) (szín., NDK vígjáték, 1981)
- Pacsirták cérnaszálon (szín., hb., csehszlovák filmszatíra, 1969)
- Az őrülten szomorú hercegnő (szín., mb., csehszlovák mesefilm, 1968)
- (Kulhavý ďábel) (csehszlovák vígjáték, 1968)
- Szigorúan ellenőrzött vonatok (ff., mb., csehszlovák filmszatíra, 1966)